# Bristol Blenheim
Bristol Blenheim var et britisk let bombefly, som blev udformet og bygget af Bristol Aeroplane Company. Flyet blev brugt i stort omfang i de første år af 2. Verdenskrig. Det blev senere ombygget til en vellykket langtrækkende jager og natjager. En canadisk version ved navn Bolingbroke blev brugt til antiubådskrig og som træningsfly. Det var et af de første britiske fly, som var udstyret med bærende stressed skin-metalkonstruktion, optrækkeligt landingsstel, flaps, elektrisk drevet maskingeværkuppel og propeller med variabel stigning.

## Udformning og udvikling
I 1934 udfordrede Lord Rothermere, ejeren af avisen Daily Mail den britiske flyindustri til at udforme et hurtigt fly, som kunne rumme 6 passagerer og en besætning på 2. På det tidspunkt fremstillede tyske firmaer en række højhastighedsfly, som brød hastighedsrekorderne, og Rothermere ønskede at vinde titlen for hurtigste civile fly i Europa tilbage. Bristol havde arbejdet på en model, Type 135 siden juli 1933, og videreudviklede det til Type 142 for at opfylde Rothermeres krav.
Da den første gang fløj som Britain First ved Filton den 12. april 1935, viste det sig at være hurtigere end noget jagerfly i RAF's tjeneste på daværende tidspunkt. Det britiske luftfartsministerium var naturligvis interesseret i et sådant fly og udstedte hurtigt Specification B.28/35 for prototyper til en bombefly-version, hvilket blev til Type 142M (M for militær). De vigtigste ændringer bestod i, at vingen blev flyttet højere op til midt på skroget, hvilket gav plads til en bombebrønd under hovedspantet. Flyet blev udelukkende fremstillet af metal med to Bristol Mercury VIII luftkølede stjernemotorer, som hver havde en ydelse på 860 hk. Den havde en besætning på 3; pilot, navigatør og telegrafist/skytte. Bevæbningen bestod af et enkelt fremadrettet 0,303 tommer Browning maskingevær placeret yderst på højre vinge, og et 0,303 tommers Lewis maskingevær i en maskingeværkuppel agterude. Fra 1939 og fremad blev Lewis maskingeværet erstattet med det mere moderne Vickers VGO maskingevær af samme kaliber. I bombebrønden var der plads til 1.000 punds (454 kg) bomber.
For at opnå den relativt høje hastighed havde Blenheim flyet et meget smalt skrog. Pilotens plads i venstre side af flyets næse var så sammenklemt, at styrepinden dækkede for alle flyveinstrumenterne mens motorinstrumenterne tog udsigten ved landinger. De fleste sekundære instrumenter var placeret langs venstre side af cockpittet med vigtige instrumenter, såsom stigningen på propellen placeret bag piloten, så de måtte betjenes alene med fornemmelse. Ligesom de fleste samtidige britiske fly blev dørene til bombebrønden holdt sammen med elastik, og blev åbnet af vægten af de udløste bomber. Da det var umuligt at vide hvor lang tid det ville tage for bomberne at tvinge dørene op, var præcisionen i bombningen selvsagt begrænset.
Flyet blev bestilt direkte fra tegnebordet og den første produktionsmodel, på det tidspunkt kendt som Bolingbroke (udtales Bolling-brook), gjorde det ud for den eneste prototype. Navnet blev derefter Blenheim Mk I og levering blev påbegyndt i marts 1937. 114. eskadrille var den første eskadrille, som fik Blenheimflyet. Det viste sig at være så vellykket, at det blev fremstillet på licens i en række lande, herunder Finland og kongeriget Jugoslavien. Andre lande købte det direkte, herunder Rumænien, Grækenland og Tyrkiet. Den samlede produktion af Blenheim Mk I i England blev på 1.351 stykker.

### Versioner
Arbejdet på et fremstille en version med længere rækkevidde til rekognoscering blev indledt med Blenheim Mk II, hvor tanken var forøget fra 278 til 468 gallons, men kun et eksemplar blev bygget færdigt. En anden ændring resulterede i Blenheim Mk III, hvor næsen var forlænget, så der var bedre plads til bombekasteren. Det krævede at næsen blev asymmetrisk udhulet foran piloten, så han stadig kunne se under start og landing. Begge disse ændringer blev imidlertid kombineret med en ny version af Mercurymotoren med 905 hk og en maskingeværkuppel med et par Browning maskingeværer i stedet for Vickers K til at blive til Blenheim Mk IV. I alt blev der fremstillet 3.307 af denne version.
En anden ændring førte til en langtrækkende jagerversion, Blenheim Mk.IF. Til denne rolle blev omkring 200 Blenheimfly udstyret med en affutage under kroppen med fire 0,303 Brownings. Senere blev den såkaldte Airborne Intercept (AI) Mk III eller IV radar installeret i nogle fly, så de kunne bruges som natjagere, og blev dermed de første britiske jagere udstyret med radar. Deres præstationer som jagere var ikke fremragende, men de tjente som en midlertidig løsning indtil Bristol Beaufighter kom frem. Omkring 60 Mk IV blev også udstyret med affutagen og fik betegnelsen Mk IVF og blev anvendt af Coastal Command til at beskytte konvojer mod langtrækkende tyske bombefly.
Den sidste version var tænkt som et pansret fly til angreb på jorden, med 4 Browning maskingeværer i næsen. Den blev oprindeligt kaldt Bisley (efter en skydekonkurrence i Storbritannien), men blev omdøbt til Blenheim Mk V. Den havde også et forstærket flystel, panserbeskyttelse af piloten, mulighed for at skifte mellem maskingeværer eller bombeudløserposition i næsen og en ny udgave af Mercurymotoren, denne gang med 950 hk Mk V blev bestilt til almindelige bombemissioner uden pansring og det meste af plexiglasnæsen fjernet. Mk V eller Type 160, blev fortrinsvis brugt i Mellemøsten og Fjernøsten.
Blenheimflyet dannede grundlag for Beaufort torpedoflyet, som i sig selv førte til Beaufighter.

#### Bolingbroke
Den længere rækkevidde opfyldte også et canadisk behov for et maritimt patruljefly. Derfor indledte Fairchild Aircraft Ltd. (Canada) i Quebec produktion af Blenheim Mk IV under navnet Bolingbroke (det oprindeligt tiltænkte navn til Blenheim IV). Denne type fik øgenavnet "Bolly". Efter at have fremstillet et begrænset antal fly efter britiske specifikationer som Bolingbroke Mk I, skiftede Fairchild over til Bolingbroke Mk IV med amerikanske instrumenter og udstyr. Disse versioner havde udstyr til at undgå overisning og en gummibåd. Nogle af disse fly blev anvendt som bombefly under kampagnen i Aleuterne, men de fleste af de 150 fremstillede fly blev anvendt i den planlagte rolle som patruljebombefly langs Atlanterhavskysten. Yderligere 450 blev bygget som Bolingbroke Mk IVT som træningsfly og blev flittigt anvendt i Commonwealth Air Training Plan. En af de sidste versioner var Bolingbroke Mk IVW som var udstyret med to 850 hk Pratt & Whitney SB4G Twin Wasp Junior motorer. I alt blev der fremstillet 676 eksemplarer af Bolingbroke.

## Operativ historie
Blenheim blev anset for at være behageligt at flyve, selv om det havde nogle finurligheder, som kunne overraske selv erfarne piloter. Desværre var Blenheimflyet på grund af den hastige teknologiske udvikling i slutningen af 1930'erne allerede ved at være forældet ved starten på 2. Verdenskrig. Flyet blev tungere efterhånden som yderligere udstyr blev installeret, meget af det viste sig at være nødvendigt efter at flyet havde været i indsats. Dette sammenholdt med den hastige forbedring af jagerflyenes præstationer betød, at de snart fløj hurtigere end Blenheimflyene.
Selv om agterskytten sad i en drejelig kuppel kunne kuplen kun dække fra klokken 3 til kl. 9-position, herunder den farlige six o'clock, hvilket efterlod hele området foran flyet åbent for angreb. Den lette bevæbning med et 0,303 kalibret Vickers VGO i kuplen og et 0,303 Browning maskingevær i den bagbords vinge var sjældent nok til at afskrække fjendtlige jagere. Eskadrillerne blev tvunget til at benytte en række improvisationer i et forsøg på at forbedre flyenes forsvar indtil officielt anerkendte modifikationer var til rådighed i begyndelsen af 1940. Blenheimflyet viste sig også at være sårbart overfor antiluftskyts, især i den agterste del af skroget. Fleksible selvtættende benzinslanger blev tilsluttet benzintankene, men de var stadig ikke fuldt sikrede mod de 20 mm automatkanoner, som sad i Messerschmitt Bf 109 og Messerschmitt Bf 110.
Efter Frankrigs nederlag i Slaget om Frankrig i juni 1940 blev det Frie franske luftvåben oprettet på RAF Odiham i form af en Groupe Mixte de Combat (GMC) 1, der bestod af en blanding af Blenheims and Westland Lysander observationsfly, som til sidst blev sendt til Nordafrika og kom til indsats mod italienerne og tyskerne der.

### Slaget om England
Blenheimenhederne opererede under hele slaget om England, og led ofte store tab, selv om de aldrig fik den samme publicity som jagereskadrillerne.
Blenheimenhederne angreb tysk okkuperede flyvepladser fra juli til december 1940, både i dagslys og om natten. Selv om de fleste af disse angreb ikke udrettede noget, var der succeser iblandt. Den 1. august kunne 5 af 12 startende Blenheims, der var sendt mod Haamstede og Evere ved Bruxelles, kaste deres bomber og ødelagde tre Bf 109'ere fra II./JG 27 og dræbte tilsyneladende en Staffelkapitän, der blev identificeret som kaptajn Albrecht von Ankum-Frank. To andre 109'ere blev skudt ned af skytter på Blenheimflyene. Et andet vellykket angreb på Haamstede blev udført af en enkelt Blenheim den 7. august og ødelagde en Bf 109 fra 4./JG 54, beskadigede en anden stærkt og yderligere fire let.
Der var også angreb, som resulterede i næsten 100 % tab blandt Blenheim-flyene. En sådan operation blev gennemført den 13. august 1940 mod Flyvestation Aalborg af 12 fly fra No. 82 Squadron RAF. En Blenheim vendte om tidligt, piloten blev senere tiltalt og skulle møde for retten, men blev dræbt i en anden operation, de øvrige 11, som nåede Danmark blev skudt ned. Fem af flak og seks af Bf 109'ere. Det vidner om det mod mændene i disse enheder havde, at de fortsatte med at operere i disse måneder, men få pauser og uden den offentlige støtte som piloterne i Fighter Command var genstand for.
Udover bombeflyvninger var der dannet Blenheimenheder, som gennemførte langdistancerekognosceringsflyvninger over Tyskland og tyskbesatte områder. I denne rolle viste Blenheimflyene sig også at være for langsomme og sårbare overfor Luftwaffes jagere, og de blev til stadighed ramt af flak.

### Angrebet på kraftværkerne ved Köln
Angrebet den 12. august 1941 blev beskrevet af avisen Daily Telegraph i 2006 som ""RAF's mest vovede og farlige angreb fra lav højde, et storstilet angreb mod kraftværker nær Köln."
Angrebet blev udført om dagen i lav højde af 54 Bristol Blenheim fly under kommando af Wing Commander Nichol fra No. 114 Squadron RAF. Blenheimflyene ramte deres mål – Fortunakraftværket i Knapsack og Goldenburgkraftværket i Quadrath) men 12 af flyene gik tabt under angrebet, 22 % af de deltagende fly, hvilket var langt over den udholdelige tabsrate på 5 % eller derunder.

### Langtrækkende jagerfly
Bristol Blenheimflyet blev brugt af både Bomber Command og Fighter Command. Omkring 200 Mk.I bombefly blev ændret til Mk IF langtrækkende jagere ved No. 600 Squadron RAF (Auxiliary Air Force) med base på Hendon. De første eskadriller modtog disse fly i september 1938. I 1939 havde mindst syv eskadriller disse tomotorede jagere og indenfor nogle få måneder havde omkring 60 eskadriller erfaring med at flyve typen. Mk.IF viste sig at være langsommere og knap så væver som ventet og i juni 1940 var tabene ved flyvninger om dagen en alvorlig bekymring for Fighter Command. Det blev så besluttet at IF versionen skulle relegeres til at være en natjager, idet No. 23 Squadron RAF havde brugt typen om natten med langt bedre resultater.

### Natjager
Under det natlige tyske bombeangreb på London den 18. juni 1940, nedskød Blenheimfly fem tyske bombefly og beviste således at de passede bedre til deres natlige rolle. I juli fik No. 600 Squadron, som da var baseret på RAF Manston nogle af sine fly udstyret med AI Mk III radar. Med dette radarudstyr fik en Blenheim fra Fighter Interception Unit (FIU) på RAF Ford sin første nedskydning om natten mellem 2. og 3. juli 1940, hvor den nedskød en Dornier Do 17. Flere nedskydninger fulgte og inden længe havde Blenheimflyene vist sig uvurderlige som natjagere. Gradvist, med introduktionen af Bristol Beaufighter i 1940-1941, blev denne opgave overtaget af dens hurtigere og bedre bevæbnede slægtning.

### Tjeneste i Østen
Blenheimfly fortsatte med at operere mange steder og i mange roller indtil omkring 1943. Der var Blenheim-eskadriller i Storbritannien og på britiske baser i Egypten, Irak, Aden, Indien, Malaya, Singapore og Hollandsk Ostindien. Mange Blenheimfly gik tabt ved angreb fra japanske fly under kampagnen i Malaya og Slaget om Singapore samt ved Sumatra. På dette tidspunkt kunne de fleste jagere bære tilsvarende bombelaster ved langt højere hastigheder og de overlevende eksemplarer blev herefter brugt som træningsfly. Bristols forventede efterfølger til Blenheimflyet, Bristol Buckingham, blev anset for at være underlegen i forhold til Mosquitoen, og kom ikke i kamp.
Den sidste version til angreb på jorden – Mk V – blev først leveret til 139 Squadron i juni 1942. Med tiden fik 13 eskadriller – fortrinsvis i Mellemøsten og Fjernøsten denne version, men benyttede dem kun i nogle få måneder.

### Finland
I 1936 købte det finske luftvåben 41 Mk Is fra Storbritannien og to år senere fik de en fremstillingslicens til flyet. 15 fly blev bygget i Finland inden Vinterkrigen på Valtion lentokonetehdas – statens flyfabrik, og yderligere 41 blev fremstillet senere. Finnerne fik store mængder reservedele fra Jugoslavien gennem tyskerne under krigen.
De finske Blenheimfly fløj 423 bombetogter under Vinterkrigen og omkring 3.000 under Fortsættelseskrigen. Blenheim maskingeværskytter nedskød også fem sovjetiske jagere. Halvdelen af Blenheimflyene gik tabt under krigen.
Efter krigen havde Finland forbud mod at flyve bombefly. Nogle af de finske Blenheims fortsatte i brug som målslæbningsfly indtil 1958.

## Operatører
- Australien
- Canada
- Finland
- Frankrig
- Grækenland
- Jugoslavien
- Kroatien
- New Zealand
- Portugal
- Rumænien
- Storbritannien
- Sydafrika
- Tyrkiet

## Stadig eksisterende fly
Der er i øjeblikket (2008) ingen Blenheim eller Bolingbroke fly, som er luftdygtige. To eksemplarer af flyet ejes af Aircraft Restoration Company i Duxford, Cambridgeshire.
Det første luftdygtige Blenheim var blevet genopbygget fra en skrottet Bolingbroke over en 12 års periode, blot for at blive ødelagt en måned efter færdiggørelsen. En ny Bolingbroke Mk IVT blev genopbygget, så den kunne flyve, i løbet af blot fem år og malet som en Blenheim Mk IV i RAF tjeneste under krigen. Den begyndte at optræde ved flyvestævner og udstillinger i Storbritannien fra 1993, og optrådte i filmatiseringen i 1995 af Shakespeare's Richard III. Flyet styrtede ned ved landing i 2004 og er i øjeblikket i færd en omfattende reparationsproces.
I Canada var der nogle andre Bolingbrokes som overlevede krigen, men de blev uden videre skrottet. Efter krigen købte driftige farmere ofte overskydende fly, som disse, på grund af indholdet af skrotmetal, hjulene kunne bruges til landbrugsredskaber og selv for den resterende benzin i tanken. Nogle overlevende eksemplarer i Canada kan spores tilbage til denne periode. Canadian Warplane Heritage Museum i Hamilton, Ontario har været i gang med at genopbygge en Bolingbroke til hvad man håber bliver flyveklar stand. Commonwealth Air Training Plan Museum i Brandon, Manitoba har genskabt det ydre af en Bolingbroke, og malet det i Air Training Plans gule farve. Dette fly kan ses ved Trans-Canada Highway i Brandon.
I Finland findes det eneste tilbageværende oprindelige Blenheimfly i verden, en Mk.IV registreret som BL-200 fra det finske luftvåben. Det er blevet fuldstændig genskabt og udstilles nu på flymuseet i det centrale Finland i Tikkakoski.
I Grækenland blev en Bristol Blenheim Mk IVF bjerget fra havet og flyttet til Hellenic Air Force Museum for at blive restaureret.